# Polymerfasern
Polymerfasern (poly (griech.) = viele, meros (griech.) = Teilchen) ist ein in der Faserkunde selten verwendeter Begriff für organische Fasern, deren Faserstoff makrotektonisch aus Molekülen besteht, die durch Hauptvalenzbindungen miteinander zu Makromolekülen (=Polymeren) verkettet sind. Man unterscheidet Polymerfasern aus gegebenen Polymeren (Naturpolymerfasern) und aus geschaffenen Polymeren (Synthesefasern), die durch Polymerisation, Additionsreaktion oder Kondensationsreaktion gewonnen werden. Die Fasern werden mittels industrieller Faserspinnverfahren hergestellt.

## Grundlagen
Faserbildende Polymere sind Makromoleküle, deren relative Molekülmasse mindestens 10 000 und mehr beträgt. Ein Makromolekül besteht aus mehr als 1000 Atomen. In der Regel entstehen die Polymere durch kovalente Verknüpfung von Monomeren.
Polymere können nach der Anzahl der Grundstoffe (Monomere), aus denen sie erzeugt werden, eingeteilt werden. Wichtig ist jedoch, dass mindestens eine monomere Substanz die Kette aufbaut. Die meisten Fasern und vor allem Polymerfasern bestehen mikroskopisch betrachtet aus einem Verbund kleinster Faserbündel.
Man unterscheidet Fasern aus natürliche Polymeren pflanzlichen Ursprungs (Cellulose) und tierischen Ursprungs (z. B. Protein) und aus synthetischen Polymeren organischen Ursprungs (z. B. Polypropylen PP, Polyethylen, Polyamide PA, Aramide AR, Polyester PET).

## Herstellung
Die verbreitetsten Herstellungsverfahren für Polymerfasern sind:
- Schmelzspinnen
- Elektrospinnen
- Nassspinnen
- Matrixspinnen

Ausgangspunkt zur Herstellung von Polymerfasern nach dem Schmelzspinnen sind Kunststoffflocken oder -granulate, etwa aus PET, die nach Trocknung und anschließender Schmelzextrusion durch Spinndüsen zu dünnen Filamenten verformt werden. Im weiteren Fertigungsprozess werden die ersponnenen Filamente gezogen, getrocknet und auf Spulen aufgewickelt oder zu Stapelfasern geschnitten und zu Ballen zusammengepresst.

## Geometrische Kenngrößen
Zu diesen Kenngrößen gehören z. B. Länge, Feinheit und Querschnittsform. Sie beeinflussen neben anderen Eigenschaften das Verarbeitungs- und Gebrauchsverhalten der Polymerfasern.
Die Filamente dieser Fasern sind praktisch endlos, werden nur durch die Aufnahmelänge der Spulen zu ihrer Speicherung begrenzt. Die gebräuchliche Länge von Polymerspinnfasern liegt zwischen 30 und 200 mm und hängt von den Anforderungen der weiterverarbeitenden Prozesse ab.
Die Feinheit ist die längenbezogene Masse der Fasern. Sie wird gemäß ISO 1144in tex angegeben, wobei 1 tex bedeutet, dass 1000 m 1 g wiegen. Häufig erfolgt auch die Angabe in dezitex (1 dtex = 1 g/10 000 m). Die charakteristischen Feinheitsbereich liegen für ultragrobe Polymerfasern zwischen 15 und 61 tex, für grobe zwischen 0,5 und 4 tex, für normale zwischen 0,15 und 0,5 tex, für feine zwischen 0,10 und 0,15 tex, für hochfeine zwischen 0,01 und 0,10 tex sowie für ultrafeine Polymerfasern zwischen 0,01 und 0,0001 tex. Die Durchmesser der Fasern liegen zwischen größer 100 µm und unter 3 µm bis in den Nanometer-Bereich.
Die Querschnittsformen sind äußerst vielfältig. Sie nehmen Einfluss auf die Verarbeitung und die Gebrauchseigenschaften. Schmelzgesponnene Fasern weisen normalerweise einen runden Querschnitt auf, aber auch speziell profilierte Querschnitte wie Stern-, Band-, aber auch eckige Form sowie Hohlprofilen.

## Mechanische Kennwerte
Polymerfasern müssen sowohl für textile, aber erst recht für technische Anwendungen Mindestfestigkeitswerte (50 N/mm²) bei Zugbeanspruchung in Längsrichtung  und ausreichende Verformbarkeit (Dehnung, Elastizität) aufweisen.
Die mechanischen Eigenschaften werden durch die Faserdichte beeinflusst, die für die meisten Polymerfasern zwischen 0,95 g/m³ (Polypropylenfasern) und 1,50 g/m³ (z. B. Viskosefaser) liegt.  Spezialfasern können aber auch eine Dichte von bis zu 2,5 g/m³ besitzen.
Die Höchstzugspannung liegt bei PVC-Spinnfasern und Viskosefilamenten mit 110 und 150 N/mm²  im unteren Bereich. Höchstwerte erreichen Niederdruckpolyethylenfasern und Aramidfasern mit 3500 bzw. 3820 N/mm².

## Einsatzgebiete
Für Faserverbundwerkstoffe werden von den Polymerfasern hauptsächlich Aramid-, Polyethylen- und Polyamid-Fasern eingesetzt.
In Membrananwendungen dienen Polymerfasern hauptsächlich als Grundwerkstoff für den Membranaufbau, da dort die hervorragende Biegsam- und Dehnbarkeit der Werkstoffe entscheidend ist.
In der Filtration haben sich besonders Polyesterfasern aufgrund der Eignung zur Trennung von Flüssigkeiten und wässrigen Suspensionen bewährt. Polymerfasern, die zur Filtration eingesetzt werden, sind keine Filamente (Fasern mit unbegrenzter Länge), sondern definierte endliche Fasern mit einer typischen Länge im Bereich von 10 mm bis 200 mm. Außerdem kommt u. a. die vorteilhafte dynamische Fixierung der Fasern zur Anwendung. Ferner werden Festigkeit, Reibschlussbindung sowie Formschlussbindung der Fasern ausgenutzt. Die fasereigene Haftung wird durch eine mechanische Behandlung verstärkt, wodurch die Materialfestigkeit gezielt erhöht werden kann. Im Fokus steht dabei eine kohäsive anstatt einer adhäsiven Bindung. Da die Abstände der einzelnen Fasern zueinander deutlich größer sind als Faser- und Partikeldurchmesser, sind Faserfilter ein offenes Material mit hoher Porosität. Dadurch können sie zur Tiefenfiltration eingesetzt werden. Bei diesem Verfahren entsteht im Gegensatz zur Oberflächenfiltration im Idealfall kein Filterkuchen.

## Entsorgung
Bei der Entsorgung der gebrauchten Produkte aus Polymerfasern ist den Anforderungen des Gesetzgebers zu folgen. Das kann je nach abzutrennendem Stoff die Rückführung in einen Recyclingprozess, aber auch die Entsorgung als gefährlicher Abfall bedeuten.